# Крошкина, Зинаида Ивановна
Зинаида Ивановна Крошкина (Жданова) (1919—1995) — советский передовик производства в сельском хозяйстве, доярка животноводческой фермы колхоза «Пятилетка» Костромской области. Герой Социалистического Труда (1949).

## Биография
Родилась 20 декабря 1919 года в деревне Шемякино (ныне — Костромского района Костромской области) в крестьянской семье.
С 1934 года после получения начального образования, З. И. Крошкина начала свою трудовую деятельность вступив обычной колхозницей в полеводческую бригаду колхоза «Пятилетка» Костромского района Костромской области.
С 1939 по 1941 годы, в течение двух лет, З. И. Крошкина работала скотницей и ухаживала за коровами на животноводческой ферме колхоза «Пятилетка» Костромского района Костромской области.
С 1941 года в период и во время Великой Отечественной войны З. И. Крошкина работала дояркой и трудилась на животноводческой ферме с коровами породы «Костромская», выведенной животноводами Костромского района под руководством старшего зоотехника племенного совхоза «Караваево» С. И. Штеймана.
23 июля 1948 года «за отличие в труде и за высокие показатели в работе» Указом Президиума Верховного Совета СССР Зинаида Ивановна Крошкина была награждена Орденом Трудового Красного Знамени.
4 июля 1949 года Указом Президиума Верховного Совета СССР «за получение высокой продуктивности животноводства в 1948 году» Зинаида Ивановна Крошкина был удостоен звания Героя Социалистического Труда с вручением Ордена Ленина и золотой медали «Серп и Молот».
На следующий год З. И. Крошкина добилась не мнение выдающихся результатов, по результатам работы за 1949 год ей было получено от восьми коров по 5104 килограмма молока с содержанием — 201 килограмма жира.
16 августа 1950 года «за отличие в труде и за высокие показатели по итогам 1948 года» Указом Президиума Верховного Совета СССР была награждена вторым Орденом Ленина.
В 1970 году З. И. Крошкина вышла на заслуженный отдых. 6 сентября 1973 года «за выдающиеся достижения в области развития народного хозяйства» Указом Президиума Верховного Совета СССР была награждена третьим орденом — Октябрьской Революции.
Скончалась 19 мая 1995 года и была похоронена в селе Петрилово Костромского района Костромской области.

## Награды
- Медаль «Серп и Молот» (30.08.1950)
- Два Ордена Ленина (04.7.1949, 16.8.1950)
- Орден Октябрьской Революции (06.9.1973)
- Орден Трудового Красного Знамени (23.7.1948)